# Aulaconotus incorrugatus
Aulaconotus incorrugatus är en skalbaggsart som beskrevs av J. Linsley Gressitt 1939. Aulaconotus incorrugatus ingår i släktet Aulaconotus och familjen långhorningar. Inga underarter finns listade.